# Chloroclystis agoniaria
Chloroclystis agoniaria là một loài bướm đêm trong họ Geometridae.